# 아르헨티나 포도주
아르헨티나 포도주 또는 아르헨티나 와인(Argentine wine)은 세계에서 5번째로 포도주를 많이 생산하는 아르헨티나의 포도주이다. 아르헨티나 포도주는 일부 아르헨티나 요리의 측면처럼 스페인에 뿌리를 두고 있다. 아메리카인의 스페인 점령 시기에 포도나무의 일부가 1557년 산티아고델에스테로로 유입되었다.

## 지역

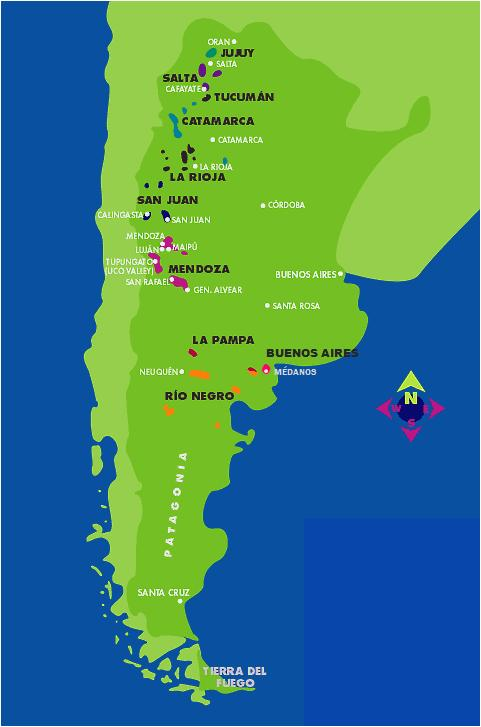
생산지

부에노스아이레스주, 코르도바주 (아르헨티나), 라팜파주에서 일부 포도주 생산이 이루어지고 있으나 대부분은 아르헨티나에서 서쪽으로 멀리 떨어진, 최대 안데스산맥의 작은 언덕에서 생산된다. 멘도사(Mendoza)가 최대 생산 지역으로, 아르헨티나의 연간 생산량 중 3분의 2 이상을 차지한다.

## 같이 보기
- 포도주 양조